# Quartetto Basileus
Quartetto Basileus è un film del 1982 diretto da Fabio Carpi. 

## Trama
Il Quartetto Basileus è un gruppo di musicisti molto quotato. Da più di trent'anni Diego, Alvaro, Guglielmo e Oscar girano il mondo esibendosi in concerti senza concedersi un attimo di sosta. Vivono in pratica spostandosi da un albergo all'altro, la musica è la loro unica ragione di vita. Una sera, dopo un concerto a Roma, Oscar accusa un malore e muore. Increduli e smarriti, i tre che sono rimasti vorrebbero sciogliere il gruppo e recuperare ciascuno per proprio conto la vita che, per sacrificarsi alla musica, non hanno mai pienamente vissuto, ma le esperienze sono deludenti. Improvvisamente Edoardo Morelli, ventenne violinista, si propone con giovanile sfrontatezza come sostituto di Oscar: il talento del giovane, e un certo fascino che sensibilizza la latente omosessualità di Guglielmo, li convince a ricostituire il quartetto. 
La ventata di giovinezza sembra dare una nuova vita al gruppo, ma l'affiatamento si spezza. Proprio Guglielmo sarà il primo a cadere, ricoverato in un reparto psichiatrico, vittima di un delirio che lo fa identificare nel proustiano barone di Charlus, innamorato del violinista Morel. I tre continuano a suonare in mezza Europa ma il successo e gli applausi sembrano inevitabilmente destinati soltanto a Edoardo. Seconda vittima dell'impossibile recupero di una giovinezza perduta sarà Diego, che dopo un incontro con una vecchia fiamma si rende conto del suo fallimento come uomo e si toglie la vita. Alvaro, il più posato dei tre, si ritira in silenzio dalla scena per lasciare spazio alla carriera del giovane, al quale aveva riservato un affetto paterno. 

## Produzione
Il milanese Fabio Carpi, pervenuto in età matura all'esordio come regista (dopo un'intensa attività letteraria negli anni  '50 e '60) con Corpo d'amore (1971), non ha firmato molti film: la diffidenza dei produttori verso chi esercitava la professione senza compromessi e con rigoroso impegno (di qui la definizione di «epigono di Bergman») non gli faceva facilmente trovare dei finanziamenti. Questo film arrivò a otto anni di distanza dal precedente e i capitali furono trovati grazie alla RAI che pochi mesi dopo l'uscita ne presentò una edizione in tre puntate, trasmesse comunque in seconda serata e in controprogrammazione con la 33ª edizione del Festival di Sanremo.  
Le riprese in esterni furono effettuate nell'autunno 1981 in molte città, in prevalenza Venezia e Trieste, di cui si riconosce anche il Politeama Rossetti

## Distribuzione
Dopo l'anteprima al Festival del cinema di Locarno, il film esordì in Italia al Teatro Goldoni di Venezia in proiezione pubblica gratuita offerta dalla RAI il 21 settembre 1982. Dopo una limitata distribuzione nelle sale, il film andò in onda in una versione televisiva, in tre puntate a partire dal 30 gennaio 1983 sulla seconda rete televisiva nazionale.

## Riconoscimenti
- Menzione speciale 1982 al Festival del cinema di Locarno